# Turdus roehli
Turdus roehli là một loài chim trong họ Turdidae.